# محمد بدر
محمد بدر هو أول رئيس مصري لنادي الزمالك محمد بدر كأول رئيس مصري لنادي الزمالك وثالث رئيس علي مدار تاريخه.  واستمرت فترة رئاسته حتى عام 1919 ليخلفه محمد حيدر باشا.